# Eppertshausen
Eppertshausen település Németországban, Hessen tartományban. Lakosainak száma 6405 fő (2023. december 31.). Eppertshausen Rödermark, Rodgau, Babenhausen, Münster és Messel községekkel határos.

## Népesség
A település népességének változása:
| Lakosok száma | 6235 | 6198 | 6265 | 6340 | 6405 |
|               | 2017 | 2019 | 2021 | 2022 | 2023 |